# Adolphe Jordan
Adolphe Jordan (Granges-près-Marnand, 11 juli 1845 - Lausanne, 27 mei 1900) was een Zwitsers rechter, bestuurder en politicus voor de Vrijzinnig-Democratische Partij (FDP/PRD) uit het kanton Vaud.

## Biografie

### Afkomst en opleiding
Adolphe Jordan werd geboren in Granges-près-Marnand, in het noorden van het kanton Vaud, als zoon van Samuel Jordan, lid van de Grote Raad van Vaud. Hij studeerde aan de Polytechnische Hogeschool van Zürich en de bosbouwschool van Nancy. Hij verwierf een licentie als bosbouwdeskundige in 1866 en was van 1871 tot 1879 bosseninspecteur. In 1879 werd hij inspecteur-generaal van de bossen van het kanton Vaud, wat hij zou blijven tot 1883.

### Lokale en kantonnale politiek
Jordan was gemeenteraadslid (wetgevende macht) in Moudon voor de radicalen. Als inspecteur-generaal van de bossen van het kanton Vaud werd hij in 1883 benoemd tot lid van de Staatsraad van Vaud, de kantonnale regering, waar hij bevoegd werd voor Openbare Werken. Hij zou deze functie blijven uitoefenen tot 1900, het jaar van zijn overlijden. In de periode 1884-1885 was hij tevens lid van de kantonnale constituante.

### Federale politiek
Bij de parlementsverkiezingen van 1881 werd Jordan voor de Vrijzinnig-Democratische Partij verkozen in de Nationale Raad. Vanaf 5 december 1881 was hij parlementslid. Hij diende zijn ontslag te geven als parlementslid toen hij in 1883 lid werd van de Staatsraad van Vaud. De wet op de onverenigbaarheden verbood immers om beide functies te combineren. Daardoor kwam er op 1 mei 1883 een einde aan zijn eerste mandaat in de Nationale Raad.
Enkele jaren later, op 4 juni 1888, werd hij lid van de Kantonsraad, de andere kamer van de Zwitserse Bondsvergadering. Van 4 juni 1895 tot 1 juni 1896 was hij voorzitter van de Kantonsraad. Hij bleef nadien nog enkele maanden Kantonsraadslid, tot hij op 6 december van dat jaar de overstap maakte naar de Nationale Raad. Bij de parlementsverkiezingen van dat jaar werd hij immers voor een tweede maal verkozen in de Nationale Raad, waardoor hij per 7 december 1896 voor een tweede maal in deze kamer zetelde. Hij zetelde er tot aan zijn overlijden in 1900.
Als parlementslid was hij betrokken bij een hervorming van het Departement Openbare Werken in 1885, nam hij het initiatief tot hervorming van de wet op de wegen in 1888 en tot invoering van een wet op de mijnen. Hij steunde ook de aanleg van de Simplontunnel naar Italië.

### Bestuurder
In 1881 was Jordan oprichter en eerste voorzitter van de Association démocratique vaudoise. Tevens was hij van 1884 tot 1889 lid van de raad van bestuur van de Chemins de fer de la Suisse Occidentale en van 1890 tot 1898 van diens opvolger, de Compagnie du chemin de fer du Simplon. Bovendien was hij bestuurder bij de Société de navigation sur les lacs de Neuchâtel et Morat en de Compagnie générale de navigation sur le lac Léman, die veerdiensten aanboden op het Meer van Genève, het Meer van Neuchâtel en het Meer van Murten.

## Trivia
- In het Zwitserse leger had Jordan de graad van kolonel bij de infanterie.
- Tussen 1879 en 1883 was hij rechter in de militaire rechtbank.